# Ziliujing
Ziliujing är ett stadsdistrikt och säte för stadsfullmäktige i Zigong i Sichuan-provinsen i sydvästra Kina.